# Calamosternus tricornifrons
Calamosternus tricornifrons är en skalbaggsart som beskrevs av Edmund Reitter 1909. Calamosternus tricornifrons ingår i släktet Calamosternus och familjen Aphodiidae. Inga underarter finns listade.